# ایالت با
با (چینی: 巴؛ پین‌یین: Bā؛ به معنی: مار بزرگ) ایالت تاریخی در چین طی حکومت دودمان ژو بود. پایتخت اصلی آن ییچنگ (شهر انشی)، هوبئی بود. با در سال ۳۱۶ پ. م توسط چین فتح شد. قوم تاریخی بو و مردم توجیای امروزی، ریشه‌هایشان به مردم با برمی‌گردند.
با اغلب به عنوان یک اتحادیه سست یا مجموعه‌ای از خان‌سالاری توصیف می شود، متشکل از چندین طایفه مستقل بود که یک پادشاه را به رسمیت می‌شناختند. قبایل با بسیار متنوع بودند و از قبایل متعددی تشکیل شده بودند. شواهد باستان‌شناسی نشان می‌دهد که مردم با در درجه اول به ماهیگیری و شکار تکیه می‌کردند و در درجه دوم کشاورزی سطح پایین و بدون آبیاری داشتند.

## سرزمین
با در اصل شامل سرزمین‌های دره هان بود و پایتخت آن در ییچنگ در هوبی بود. با این حال برتری چو، با را به سمت غرب و بیشتر به حوزه سیچوان هل داد. گسترش چو همچنین با را مجبور کرد چندین بار پایتخت خود را جابجا کند. طبق تواریخ قرن چهارم پس از میلاد، نوشته‌های هوآیانگ توسط چانگ کو، پایتخت‌ها یا مراکز اداری با شامل جیانگژو (چونگ‌کینگ)، دیان‌جیانگ (منطقه هچوان) و پینگدو (فنگدو) و پایتخت نهایی آن‌ها در لانگژونگ بود. در طول دوره ایالت‌های جنگ‌طلب، چین، چو و شو، که همگی ابالت‌های قدرتمندتر بودند، مرز مشترکی با با داشتند.

## تاریخچه
قدیمی ترین شواهد از سکونت انسان در این منطقه در سایت هلیانگ در نزدیکی فنگدو یافت شده است و قدمت آن به ۱۵۰۰۰ سال پیش می‌رسد. یک سایت نوسنگی که در داکسی یافت شده است مربوط به ۵۰۰۰ تا ۳۰۰۰ پ. م است در حالی که یک سایت نوسنگی اواخر (حدود ۲۰۰۰ پ. م) در ژونگبا در ژونگشیان پیدا شده است.

بر اساس کتاب هان متأخر، بنیانگذار ایالت با، لرد لین (به چینی: 廪君) بود. در این روایت، در ابتدا پنج طایفه وجود داشت: با، فن (樊)، شن (瞫)، شیانگ (相) و ژنگ (鄭)، و آن‌ها رقابتی ترتیب دادند تا تعیین کنند که چه کسی رئیس خواهد بود:
طایفه‌ها هنوز رهبر نداشتند، اما فقط ارواح و اشباه را می‌ پرستیدند، و بنابراین پیمانی بستند: هر کس بتواند خنجر را پرتاب کند و آن را در شکاف سنگی خاص در بالای صخره قرار دهد، رئیس خواهد بود. از میان تمام رقبا، تنها پسری با نام ووشیانگ از طایفه با، توانست به هدف بزند، و وقتی این کار را انجام داد، همه حاضران از روی ستایش آهی کشیدند. مسابقه‌ای دیگر انجاماندند که در آن به هر رقیب یک قایق روستایی دادند و سوگند یاد کردند: "کسی که خود را روی آب‌های خروشان شناور نگه دارد، رئیس خواهد بود!" دوباره ووشیانگ پیروز شد، در حالی که همه قایق‌های دیگر غرق شدند. بنابراین او را رئیس کردند و او را لرد لین نامیدند.

*تاریخ هان متأخر*
لرد لین مردم را به ییچنگ در جنوب غربی هوبی امروزی در نزدیکی سیچوان هدایت کرد. اولین مرکز با در سیچوان، پیلینگ (که ژی نیز نامیده می‌شد) بود، که براساس گزارش‌ها، محل دفن نخستین پادشاهان با نیز بود. باها طایفه‌های دیگری را که با آن‌ها روبرو شده بود جذب کردند، مانند پو (濮)، زونگ (賨)، جو (苴)، گونگ (龔)، نو (奴)، رانگ (獽)، ی (夷) و دان (蜑)، بنابراین با در واقع اتحادیه‌ای از گروه‌های مختلف بود. به عنوان مثال، پوها طایفه‌ای گسترده از هنان تا گوئیژو بودند و به دلیل تنوع آنها به عنوان صد پو (百濮) شناخته می‌شدند، و جو ایالتی در شمال مرکزی سیچوان بود، در حالی که گفته می شد دان‌ها روی آب زندگی می کردند. رانگ مردمی از بخش جنوب شرقی ایالت با بودند که به دلیل تدفین در صخره‌ها شهرت داشتند.
اشاره به یک "ایالت  با" در استخوان‌های پیشگویی دودمان شانگ از قرن سیزدهم قبل از میلاد وجود که پادشاه شانگ در فکر حمله به با بود. ایالت با ممکن است به بنیانگذاران دودمان ژو در سرنگونی شانگ در نبرد مویه در سال ۱۰۴۶ پ. م کمک کرده باشد. با این حال، اولین ظهور قطعی با در تاریخ ثبت شده در ۷۰۳ پ. م اتفاق افتاد. زو ژوآن گزارش می دهد که با در یک عملیات نظامی مشترک با چو علیه دنگ شرکت کرده است. اگرچه چو گاهی اوقات به قلمرو با تجاوز می‌کرد، با رابطه پیچیده‌ای با چو برای روابط تجاری و ازدواج داشت. چو همچنین بسیاری از مزدوران اهل با را به عنوان سرباز در ارتش خود به کار می‌گرفت. این عمل گاهی اوقات برای چو مشکل ایجاد می کرد. در یک نمونه، مزدوران با شورش کردند و پایتخت چو را در سال ۶۷۶ یا ۶۷۵ پ. م محاصره کردند.
زو ژوان، با را یکی از سرزمین‌های جنوبی وفادار به ژو توصیف کرده است. به نظر می‌رسد که دودمان ژو با اعطای نام خانوادگی سلطنتی به برخی از آن‌ها و ازدواج با رنان اهل با، روابط نزدیکی با این ایالت داشته‌اند.
در سال ۳۱۶ پ. م، با و چو با چین متحد شدند تا به شو حمله کنند. با این حال، پس از فتح موفقیت آمیز شو، چین بلافاصله به دو متحد خود پشت کرد و آخرین پادشاه با را اسیر کرد. ایالت با از میان رفت و به یک فرمانداری چین تبدیل شد. برخلاف مدیریت شو، چین به بزرگان با اجازه داد تا حکومت مستقیم خود را حفظ کنند و مهاجرت های گسترده مردم چین به قلمرو با را انجام نداد. بزرگان با بعدها از طریق سیاست تفرقه بینداز و حکومت کن به حاشیه رانده شدند.

## فرهنگ
با گسترش ایالت چو به سمت دره هان و یانگ تسه در غرب، مردم با به سمت شو در غرب رانده شدند. در قرن پنجم و چهارم پیش از میلاد در سیچوان، باستان‌شناسان معتقدند که این تعامل به ایجاد فرهنگ باشو کمک کرده است.
ببر بخش مهمی از اساطیر با بود و ببر سفید از بالاترین احترام برخوردار بود. طبق افسانه‌ها، اولین پادشاه با، لرد لین، پس از مرگ خود به یک ببر سفید تبدیل شد. مصنوعات سایت‌های باستان‌شناسی ب اغلب دارای نقوش ببر هستند. شواهد باستان‌شناسی همچنین نشان می‌دهد که قوم با احتمالا انسان قربانی می‌کرده‌اند، کتاب هان متأخر نشان می‌دهد که این امر برای روح ببر سفید لرد لین انجام شده است.
جنگ نقش مهمی در جامعه با ایفا کرد. جنگجویان آن‌ها اغلب به عنوان مزدور توسط ایالت‌های دیگر به کار گرفته می‌شدند. آنها در شکست شیانگ یو توسط لیو بانگ (که بعدها امپراتور گائوزو هان شد) نقش داشتند و بعدها به دودمان هان خدمت کردند.
جنگ‌افزار در گورهای با رایج بود، برخی با تیغه‌های منحنی متمایز بودند. دیگر ویژگی‌های متمایز فرهنگ باشو، دفن‌های قایق‌شکل آن‌ها است، و از طبل‌های برنزی به سبک با (錞于، شبیه به طبل‌های Đông Sơn) که در بالای آن نقش یک ببر وجود داشت، برای برقراری ارتباط در جنگ استفاده می‌کردند. مانند سایر ایالت‌های چین باستان، آنها دیگ‌های برنزی زیبا و سه‌پایه‌های قربانی می‌ساختند که گاهی اوقات روی آن‌ها نوشته داشت.
مردم با به توانایی‌های موسیقایی معروف بودند و به چینی‌ها سبک رقص و موسیقی متمایزی دادند که برای قرن ها محبوب بود. این رقص که با یو (به چینی: 巴渝 که بعداً به رقص ژائووو، 昭武 تغییر نام یافت) نامیده می شد، اولین بار توسط امپراتور گائوزو از هان که از رقص های جنگی آنها لذت می‌برد، مورد توجه قرار گرفت. اجراهای بزرگ این رقص شامل به صدا در آمدن سلاح‌های مختلف همراه با طبل و آواز به زبان با بود.این رقص از طریق دودمان تانگ محبوبیت خود را حفظ کرد و تا آسیای مرکزی گسترش یافت.
فرهنگ باشو سیستم‌های نوشتاری را توسعه داد که نمادهای آن‌ها با نویسه‌های چینی ارتباطی ندارند. سه خط با-شو بر روی ظروف مفرغی یافت شده است که هیچ کدام رمزگشایی نشده‌اند. یک خط ظاهراً تصویری برای تزئین سلاح های یافت شده در گورهای با در شرق سیچوان استفاده شده است. خط دوم در سیچوان غربی و شرقی، روی اسلحه، سگک کمربند و بر پایه یک ظرف برنزی یافت شده است. برخی از محققان معتقدند که این خط آوایی است و به شباهت‌هایی بین برخی از نمادها و نمادهای خط یی پسین اشاره می‌کنند. خط سوم (احتمالاً باز هم آوایی) تنها از روی کتیبه ای بر روی درب ظرف برنزی که در قبری در بایهواتان، چنگدو یافت شده است.

## با در ستاره‌شناسی
با توسط ستاره اپسیلون مار در دیوار راست ستاره، محوطه بازار آسمانی نشان داده شده است.